# Poslovni centar Strojarska
Poslovni centar Strojarska je poslovno stambeni centar, sagrađen u neposrednoj blizini Autobusnog kolodvora u Zagrebu, u četvrti Trnje. Sastoji se od 6 zgrada, od čega su dvije stambene namjene, a četiri poslovne. U sklopu centra se nalaze i dva nebodera. Jedan od njih je Zgrada A visine 13 katova i 54 m, a dominantna građevina je neboder poznat kao Zgrada B s 25 katova i 96,15 metara visine. To je najviša zgrada u Zagrebu te druga najviša zgrada u Hrvatskoj, nakon Dalmatia Tower nebodera u Splitu. Naziv cijelog kompleksa je VMD kvart.
Projekt centra vrijedan je oko 750 milijuna kuna. Sadrži garaže na 4 podzemne etaže za 850 automobila te javni park i dječje igralište. Neboder od 25 katova useljen je krajem 2014., dok su ostale građevine useljene već ranije.

## Galerija
- Pogled na neboder u izgradnji u sklopu Poslovnog centra Strojarska
- Pogled na stambene zgrade u sklopu Poslovnog centra Strojarska

## Vanjske poveznice
- Članak u Večernjem listu
- Zavirite i doznajte kakav će biti život u kvadratima od 2350 eura, Večernji list
- Završena gradnja najvećeg nebodera u Hrvatskoj